# 果尚志
果尚志（1963年—），台灣凝態物理學家，現任教於國立清華大學物理學系，亦兼任中央研究院應科中心主任，是三五族半導體、磊晶的專家。

## 學歷
1981年自建國中學畢業，1985年取得國立交通大學電子工程學系學士，1993年獲得美國德克薩斯州大學奧斯汀分校物理學博士。之後曾在日本原子技術產官學共同研究中心、通產省產業技術融合領域研究所任職。

## 經歷
- 1997 清華大學物理系副教授[1]
- 2002 清華大學物理系教授
- 2007 國科會自然處物理研究推動中心主任
- 2010 國立清華大學研發長
- 2014 國家同步輻射研究中心主任[2]
- 2019 中央研究院應用科學研究中心主任

## 榮譽
- 2001 中華民國第三十九屆「十大傑出青年」
- 2012 中華民國物理學會會士
- 2013 美國物理學會會士
- 2015 第59屆教育部學術獎(數學及自然科學組)
- 2020 第23屆國家講座主持人

## 研究
表面物理、凝態物理、掃描探針顯微術、奈米科技、三五族磊晶

## 外部連結
- 果尚志實驗室網頁